# Станиш Бонев
Станиш Бонев Панайотов е български политик от Българската комунистическа партия (БКП), заместник-председател на Министерския съвет през 1981 – 1985 година.

## Биография
Бонев е роден в село Пенкьовци, Трънско, на 15 ноември 1931 година. От 1945 година е член на Работническия младежки съюз, а от 1954 – и на БКП. През 1956 година завършва Висшия икономически институт „Карл Маркс“ в София, след което работи в околийския, окръжния и градския комитет на БКП в Перник. Първоначално е завеждащ отдел „Пропаганда и агитация“ в Околийския комитет на БКП, а след това е политически помощник на първия секретар на Окръжния комитет на БКП в Перник. По-късно е секретар на партийния комитет в Металургичния завод „Ленин“, както и секретар на Градския комитет на БКП в Перник.
През 1964 година Станиш Бонев е прехвърлян в администрацията на Министерския съвет, а от 1971 година е член на Централната контролно-ревизионна комисия на БКП. През 1977 година става завеждащ отдел „Планово-икономически“ при ЦК на БКП. За известно време е член на личния кабинет на Тодор Живков.
В книгата си „Планиране и икономически лостове“, публикувана през 1968 г. разкрива някои от тежките недостатъци на социалистическия икономически модел. За външната търговия на България той пише: "Износните предприятия купуват от вътрешните производители (предприятия и държавни стопански обединения) продукцията за износ по действуващите фабрично-заводски цени, т.е. без данък върху оборота, и продават тези стоки на международния пазар по съществуващите на този пазар цени. Разликата (обикновено тя е отрицателна) между по-ниските цени на външния пазар и по-високите вътрешни фабрично-заводски цени по план и фактически се покрива чрез дотации от бюджета".
През 1981 година Бонев става член на ЦК на БКП и заместник-председател на Министерския съвет, а през следващата година оглавява Държавния комитет за планиране. През 1984 година става кандидат-член на Политбюро на ЦК на БКП. През 1985 година е освободен от правителството, а на следващата година и от Политбюро.
През 1986 година Станиш Бонев става ректор на Академията за обществени науки и социално управление, до 1989 година остава член на ЦК на БКП. През 1991 г. излиза в пенсия и започва да публикува мемоарни книги.